# Chaim Rumkowski
Chaim Mordechai Rumkowski, né le 27 février 1877 en Russie et décédé le 28 août 1944 est un homme d'affaires juif polonais placé par les nazis à la tête des autorités juives du ghetto de Łódź.

## Biographie
Avant l'invasion de la Pologne par l'Allemagne nazie, Rumkowski dirige un orphelinat. Le 13 octobre 1939, les autorités nazies le désignent à la tête des autorités juives du ghetto de Łódź. À ce poste, Rumkowski relève directement de l'administration nazie du ghetto dirigée par Hans Biebow mais est responsable, entre autres, du travail, de la nourriture, du logement et du service de santé au sein de celui-ci. Il intensifie bientôt son pouvoir tandis qu'il transforme le ghetto en un complexe industriel, convaincu que la productivité des juifs assurera leur survie. L'argent du ghetto, surnommé Rumki, parfois Chaimki dérive de son nom comme il l'avait souhaité et des timbres-poste du ghetto sont imprimés à son effigie.
L'année 1942 est marquée par son discours Donnez-moi vos enfants à la suite de la volonté des nazis de déporter 20 000 enfants vers les camps de la mort. Il est également décrit comme un autocrate pédophile et un tyran qui s'est bâti un empire personnel à l'intérieur même du ghetto.
En 1944, les Allemands procèdent à la liquidation du ghetto à la suite de leurs défaites à l'est. En août, Rumkowski et sa famille prennent volontairement le dernier convoi vers Auschwitz et y meurent le 28 août 1944.
Bien que Rumkowski et d'autres Judenrat aient été considérés comme des collaborateurs et des traîtres, les historiens de la fin du XXe siècle ont réexaminé les faits à la lumière des conditions de l'époque. Un survivant du ghetto de Łódź a écrit dans ses mémoires que Rumkowski avait donné à des gens de Łódź davantage de chance de survivre même s'ils n'étaient que quelques milliers. Il écrit ainsi : « il s'agit d'un calcul horrible mais il donne à Rumkowski une victoire posthume ».

## Postérité
Primo Levi a consacré une nouvelle de son recueil Lilith à la figure de Chaïm Rumkowski. Intitulée Le Roi des Juifs, elle dresse un portrait sombre de l'homme que Levi assimile à la « zone grise » ainsi qu'au destin de l'humanité entière : « Qui est Rumkowski ? Ce n'est pas un monstre. Ce n'est pas non plus un homme comme tous les autres ; c'est un homme comme beaucoup d'autres, comme beaucoup de frustrés qui goûtent au pouvoir et s'en enivrent ».
Dans La Fabrique de papier tue-mouches, Andrzej Bart raconte l'histoire — « onirique et réaliste à la fois » — d'un homme mystérieux qui demande à un écrivain polonais contemporain (en 2007) d’assister à un étrange procès, celui de Chaïm Rumkowski, ancien responsable du ghetto de Łódź.
Le romancier suédois Sem-Sandberg rédige sa biographie en 2011.